# 山田幸美
山田 幸美（やまだ ゆきみ、1984年1月25日 - ）は、日本のフリーアナウンサー。ニチエンプロダクション所属。
静岡県賀茂郡南伊豆町出身。静岡県立下田北高等学校、明治学院大学国際学部卒業。テレビ朝日アスク受講生。

## 略歴
- 2006年4月1日 - テレビユー福島に契約アナウンサーとして入社。
- 2009年3月 - テレビユー福島を退社。
- 2009年3月30日 - 広島ホームテレビに契約アナウンサーとして入社。
- 2014年1月31日 - 広島ホームテレビを退社。
- 2014年4月 - 8年ぶりに関東に戻り、フリーアナウンサーとして活動。
- 2014年6月30日 - オフィシャルブログ「Yukimi Diary」を開設。

## 人物
- 中学はバレーボール部、高校では新体操部に所属していた[4]。
- 広島東洋カープの取材（広島ホームテレビ在籍時）をきっかけに同球団のファンとなった[5]。

## 作品

### 映像作品
- 女子アナ出題!Theご当地問題DVD&カード（2007年9月27日、タカラトミー）

## 出演

### テレビユー福島時代
- グーテン（2006年4月3日 - 2009年3月27日）
- ふくしま山菜探検隊
- DO!エイト ユアセルフ
- ニッポン県民性発表SP5（2007年10月4日）
- ふくしま駅伝（2006年 - 2008年）
- オープントーナメント東北空手道選手権大会（2006年 - 2007年）サイドリポート
- 県中学駅伝（2007年）
- TUFニュース

### 広島ホームテレビ時代
- HOME Jステーション（2009年3月30日 - 2014年3月）お天気コーナー担当
- 北斗晶の鬼嫁運動記者倶楽部（2009年4月4日 - 12月26日）
- THE STREET FIGHTERS@Hiroshima（2009年5月2日 - 2011年9月17日）
- 勝ちグセ。サンデー恋すぽ（2010年3月7日 - 2014年3月30日）
- アグレッシブですけど、何か? - 不定期出演
- HOME NEWS

### フリー転身後
- 週刊メジャーリーグ速報!（2014年4月 - ?、J SPORTS）
- 日本アニメ（ーター）見本市-同トレス-（2014年11月 - 　不定期放送、ニコニコ生放送）MC[6]
- 野球好き広島キャンプ（J SPORTS）リポーター（2015年2月）、実況（2017年2月）
- 日テレNEWS24（CS）- キャスター（2015年2月9日 - 2024年3月）
  - the SOCIAL（月曜キャスター）
  - Wake-Up News、Market News、Morning News（火曜）
  - Late Afternoon News、Evening News、Daily Planet（水曜）
  - Pre-Dawn Update、Early Morning News、Wake-Up News（土曜深夜〜日曜朝）
  - デイリープラネット - 日曜キャスター
  - ニュース30+〜政治&マーケット解説〜 - 木曜キャスター
  - 新着!エクスプレス30+〜政治&マーケット解説〜（祝日は新着!エクスプレス30+） - 木曜キャスター
  - 午後いちニュース - 日曜キャスター（2016年3月までは木曜キャスター）
  - ニュース30+ - 日曜キャスター
  - 朝いちニュース - 月曜・金曜キャスター
  - まーけっとNavi&ニュース - 月曜・金曜キャスター
  - ストレイトニュース+ - 月曜・金曜キャスター（隔週）
  - デイリープラネット - 火曜キャスター
  - さきがけニュース - 水曜キャスター（火曜深夜からの続き）
- 日経モーニングプラスFT（2024年4月1日 - 、BSテレ東） - 月・火・木曜メインキャスター
- プロ野球ニュース（2015年3月27日 - 、フジテレビONE）サブ司会
  - 2020年-2022年は火曜サブ司会
  - 2018年と2019年は金曜サブ司会
  - 2016年から2017年7月まで堤友香と交替で隔週木曜サブ司会。8月から毎週木曜になった。
  - 2015年は金曜サブ司会
  - 別の曜日のサブ司会をすることもある
  - 2024年8月3日　初の試合結果報告担当（ソフトバンク対日本ハム）
- 文化放送ホームランナイター（2018年4月7日 - 10月13日、文化放送、10月13日に番組終了） - スタジオパーソナリティ